# 论元
论元（argument）也称行动元（actant）、项，不及物动词主语也称变元，在句法学上指句子当中具有指称功能、强制补充谓语语义的名词性成分。这些谓语往往指的是动词（V）及其助动词；名词性成分（NPs）则可以是名词、代词等，甚至可以是从句，如英语 seem 的从句即可视之为其论元。
不同的谓语具有不同的论元属性，论元属性决定了谓语所能支配论元的数目，称为配价或者次范畴化。根据谓语的论元属性，大部分谓语都会拥有一到三个论元，由这些谓语及其论元即可组成一个论元结构。依据与谓语的关系，论元一定会获指派一个语义角色，通常X'结构中补足语（complement）、标定语（specifier）位置的论元会拥有施事、受事等语义角色，属于必不可少的核心论元（core argument）或必有论元（obligatory argument）；而有的论元通常在形态或句法上偏离核心论元的特征，称为非核心论元（prepositional argument 或 non-core argument）或可有论元（optional argument），如与格的益事。附加语（adjunct）不属于论元。

## 句法分类
谓语的论元按照它在谓语短语中的句法位置分为外部论元（external argument）和内部论元（internal argument）。在X'理论的句法结构当中，外部论元会在谓语的二阶短语XP或者一阶投射X'的外侧（动词短语内主语假说）产生，内部论元则在其内侧产生。管约论常将外部论元和内部论元当作深层结构的主语和宾语。例如动词句“小明砸了花瓶”：
内部论元通常就是动词动词的补足语，外部论元则有可能是动词的标定语或者是动词短语的上级成分。
外部论元和内部论元的区分常用于非宾格假说当中，以解释非宾格的不及物动词变元表面上的主格与其拥有的语义角色不相符（即不持有施事）的现象。在主宾格语言当中，和及物动词主语一样，一部分不及物动词主语会拥有施事，如“跑”“跳”等，这种不及物动词也称非作格动词；但一些不及物动词主语会拥有受事，如“死”等，这种不及物动词称为非宾格动词。因为不及物动词这个论元有时拥有施事有时拥有受事，所以一般称之为单一变元。

## 属性
迄今关于论元的研究中，论元的论旨属性、论元属性、语法特征等属性常受研究者关注。

### 论旨属性
论旨属性指的是标定这些论元在语义上的功能，即语义角色（也称论旨角色、题元角色）。论元都一定会被指派语义角色，指派语义角色的位置即为论旨位置。

### 论元属性
论元属性指的是谓语可支配论元的数目，即可支配多少个核心论元、多少个非核心论元的属性，亦即一般所说的及物性。不同的动词具有不同的论元属性。关于论元属性可以用配价或次范畴化等理论去解释，二者大同小异，不过它们来自不同的句法研究流派：配价理论源自吕西安·泰尼埃的依存语法，而次范畴化则源自乔姆斯基学派的短语结构语法。二者差异在于对主语的限定，但后来也渐渐趋同。

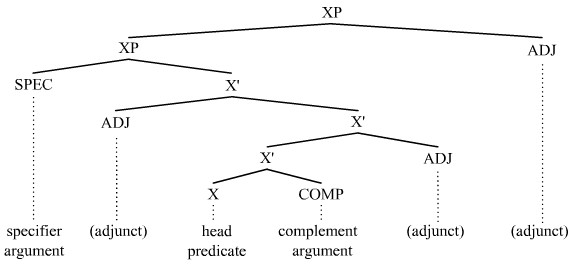
如图所示，附加语（Adjunct）往往位于中心语（Head）的一阶投射X'、扩张投射X'或者扩张二阶短语XP等位置，与补足语（complement）和标定语（specifier）相区别。

在生成语法中，论元跟句法位置相关，不过起初生成语法对论元的范围限制的比较紧。在标准理论当中，只有动词短语内部的必要成分能够满足次范畴化特征，可以被次范畴化，所以只有内部论元、即补足语位置的名词性成分可以算作论元。而在管约论当中进一步用选择特征界定了主语和补足语，故除了补足语位置可以是论旨位置之外，主语往往也是论旨位置，即被论元占据。动词短语内主语假说则将主语置于动词句的标定语位置，故主语也属于论元。所以只有补足语与指示语位置的成分才有可能成为论元，其它位置的成分都不是论元，比如附加语就不属于论元，句法上它不在论旨位置，而且不决定短语的合法性，不会被谓语强制要求去补充语义，可以省略，如：Jill likes Jack most of the time. 相对地，配价理论从一开始就把主语纳入配价。
在配价理论中，谓语动词可以分为以下价位：
- 零价动词（动0）：不强制支配名词性成分，即没有论元的动词。例如「地震、刮风、下雨」等。这类动词大多反映自然现象。这类动词可以和表处所、方位的名词性短语一起出现，但那些并非是动词的直接关联成分。在汉语等语言中，这类动词可以单独成句，不需要主语，例如“刮风了”“下雨了”。而在英语中，这类动词需要添加形式主语 it，如 It rains.
- 一价动词（动1）：强制支配一个名词性成分，即拥有单一变元的动词。一般称作不及物动词，日语称作自动词。例如「病」「醉」「休息」「游泳」等；
- 二价动词（动2）：强制支配两个名词性成分，即拥有两个论元的动词。一般称作及物动词，日语称为他动词。例如「爱」「采」「参观」「讨论」等；
- 三价动词（动3）：强制支配三个名词性成分，即拥有三个论元的动词。一般称作双及物动词，日语的授受动词（日语：人称#授受動詞）属于这一类。[20]例如「給」「告訴」「買」等。这种动词的句法构造可以分析为两个动词短语的嵌套结构（VP[ VP[ ]]），以确保有足够的论旨位置。[19][21]
- 四价动词（动4）：强制支配四个名词性成分，即拥有四个论元的动词。这种动词很不常见。例如：「我1跟你2『打賭』三百塊3明天會下雨4」，這裡「打賭」就可以視為四價動詞。

由这些谓语及其论元即可组成一个论元结构。

### 语法特征
论元的语法特征包括以下两点：
- 句法功能（syntactic function）：即各个论元在句子中各自可以充当什么样的句法成分，如主语、宾语、状语等；
- 范畴特征（categorial feature）：即不同语义角色的论元通常由什么样的词类范畴来实现。如施事、受事通常由名词性成分来实现，致事通常由名词或动词性成分来实现，场所、其点、终点等通常由处所性成分来实现。

### 註腳
1. 1 2 3 4  Tesnière (1969:128頁)
2. ↑  顾阳 (1994)
3. ↑  Chomsky (1981:34-38頁)
4. 1 2 3 4 5  熊仲儒 (2009)
5. 1 2  Chomsky (1981)
6. 1 2 3 4 5 6  袁毓林 (2002)
7. 1 2  Chomsky (1981:35頁)
8. ↑  Geeraerts & Cuyckens (2007)
9. ↑  Pylkkänen (2002)
10. 1 2  Kroeger (2004)
11. ↑  Levin & Hovav (1995)
12. ↑  Williams (1981)
13. ↑  Stowell (1991:115頁)
14. ↑  Perlmutter (1978)
15. 1 2 3 4  汤廷池 & 张淑敏 (1996)
16. ↑  Chomsky (1965)
17. ↑  Chomsky (1957)
18. ↑  Burton-Roberts (1886:73頁), Horrocks (1886:34頁), Haegeman (1994:40-42頁), Bennet (1995:43頁), Green & Morgan (1996:68頁), Fromkin (2000:230頁)
19. 1 2  吉田光演 (1994)
20. ↑  陆俭明 & 沈阳 (2004:110-126頁)
21. ↑  Larson (1988)

### 書目
- Burton-Robers. . London: Longman. 1986.
- Chomsky, N. . Paris: Mouton. 1957.
- Chomsky, N. . Cambridge, MA: MIT Press. 1965.
- Chomsky, N. . Dordrecht: Foris. 1981.
- Fromkin, V. . et al. Malden, MA: Blackwell Publishers. 2000.
- Geeraerts, Dirk; Cuyckens, Hubert. . Oxford University Press US. 2007. ISBN 0-19-514378-7.
- Green, G.; Morgan, J. . Stanford, CA: CSLI Publications. 1996.
- Haegeman, L.  2nd edition. Oxford, UK: Blackwell. 1994.
- Horrocks, G. . Longman: London. 1986.
- Koopman, Hilda; Sportiche, Dominique. . Lingua. 1991, (85): 211-258.
- Kroeger, P. . Cambridge, UK: Cambridge University Press. 2004.
- Larson, R. . Linguistic Inquiry. 1988, (19): 335-391.
- Levin, Beth; Hovav, Malka Rappaport. . Cambridge, MA: MIT Press. 1995.
- Perlmutter, David M.  (PDF). Proceedings of the Fourth Annual Meeting of the Berkeley Linguistics Society. 1978: 157–189  [2014-08-09]. （原始内容存档于2019-07-24）.
- Pylkkänen, L. . Doctoral dissertation (MIT., MITWPL). 2002.
- Stowell, Tim. Rothstein, Susan D. , 编. . Perspectives on Phrase Structure: Heads and Licensing, Syntax and Semantics (San Diego, CA: Academic Press). 1991, (25): 105-135.
- Tesnière, L.  2nd edition. Paris: Klincksieck. 1969.
- Williams, Edwin. . The Linguistic Review. 1981, (1): 81-114.
- 三原健一. . 東京: くろしお出版. 1998 （日语）.
- 吉田光演.  (PDF). 広島大学総合科学部紀要. V, 言語文化研究. 1994, (20): 143-161  [2019-06-06]. （原始内容存档 (PDF)于2022-01-28）.
- 顾阳. . 国外语言学. 1994.
- 陆俭明; 沈阳. . 北京: 北京大学出版社. 2004.
- 汤廷池; 张淑敏. . 中国语文. 1996, (4).
- 熊仲儒. . 外国语. 2009, 5.
- 袁毓林. . 世界汉语教学. 2002, 3 (61). doi:10.13724/j.cnki.ctiw.2002.03.002.